# Benedito Graco Pinto da Gama
Benedito Graco Pinto da Gama, (São Paulo, 20 de julho de 1862 — São Paulo, 20 de abril de 1910) foi um engenheiro militar brasileiro. 

## Biografia
Benedito Graco Pinto da Gama nasceu em 20 de julho de 1862, em São Paulo, Província de São Paulo, filho de Luís Gama e de Claudina Fortunata Sampaio.
Foi integrante da Comissão Militar encarregada da construção da linha telegráfica de Uberaba a Cuiabá chefiada pelo então tenente-coronel Francisco Raimundo Everton Quadros, exerceu os cargos de comandante do Corpo de Bombeiros, diretor da Fabrica de Ferro de Ipanema, guarda-mor da Alfândega de Santos e diretor da pedreira de Itupararanga.[carece de fontes?]